# Justicia gendarussa
Espèce
Classification phylogénétique

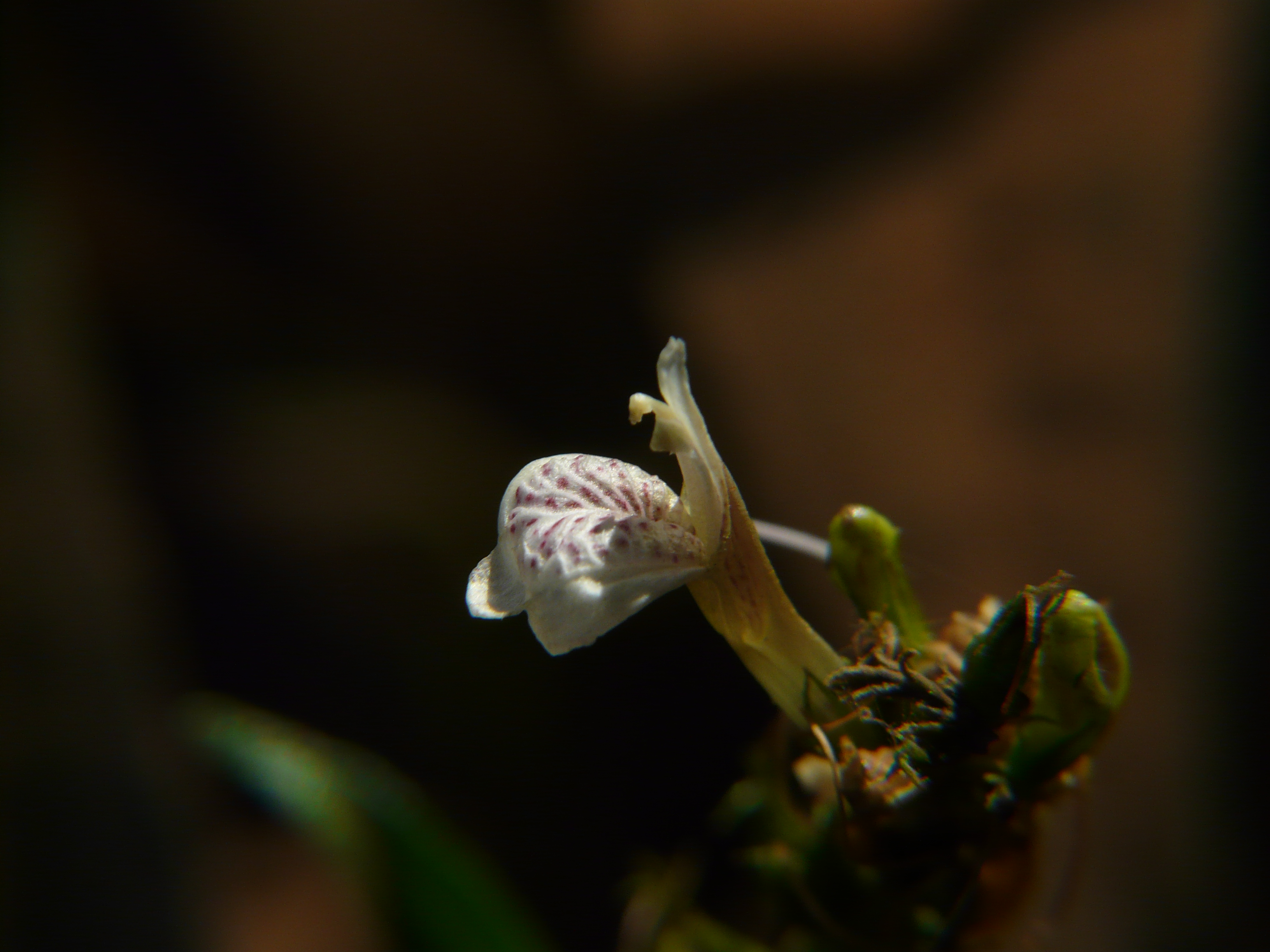
Gros plan d'une fleur de J. gendarussa.

Justicia gendarussa est une espèce de plantes à fleurs de la famille des acanthacées originaire du sud-est asiatique.
Cet arbrisseau, qui peut atteindre un mètre de hauteur possède des feuilles vert sombre lancéolées et glabres, à la différence de celles de la plupart des acanthacées. Ses fleurs sont hermaphrodites. Son écorce est de couleur violet foncé.
La plante est connue pour ses propriétés médicinales.
Considérée utile en cas d'asthme, de rhumatismes et coliques des enfants. Elle est aussi traditionnellement utilisée par certaines tribus de Papouasie comme contraceptif masculin, car elle inhibe l’hyaluronidase, une enzyme qui permet normalement au spermatozoïde de dissoudre la paroi de l'ovule.
À l'île de La Réunion, l'espèce est connue sous les noms vernaculaires de Natchouli, Ayapana marron, Yapana marron, Yapana des bois, en raison de la ressemblance de la feuille avec celle d'une autre espèce de plante médicinale du genre Ayapana (Ayapana triplinervis).

## Galerie de photographies

Justicia gendarussa, au Jardin botanique de la reine Sirikit, en Thaïlande
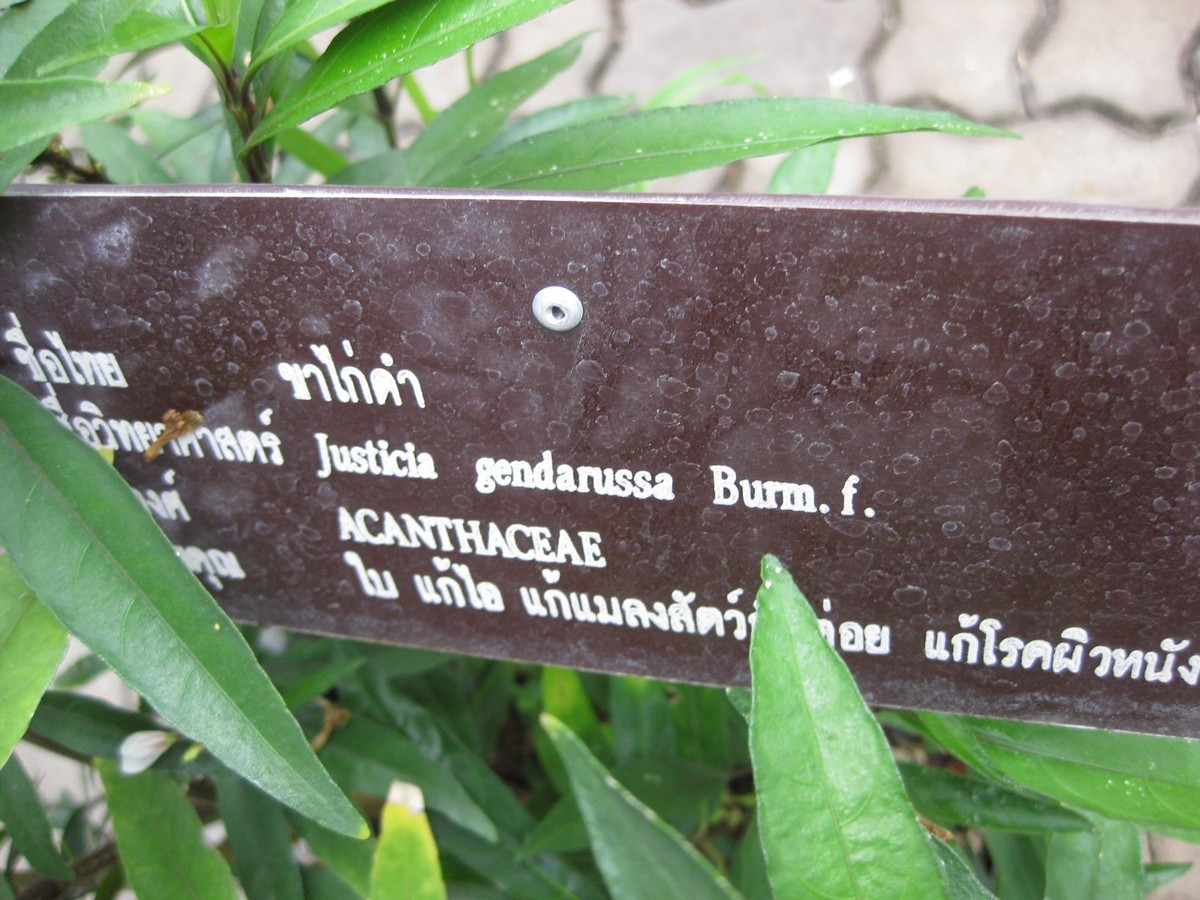
Panneau descriptif en langue thaï.
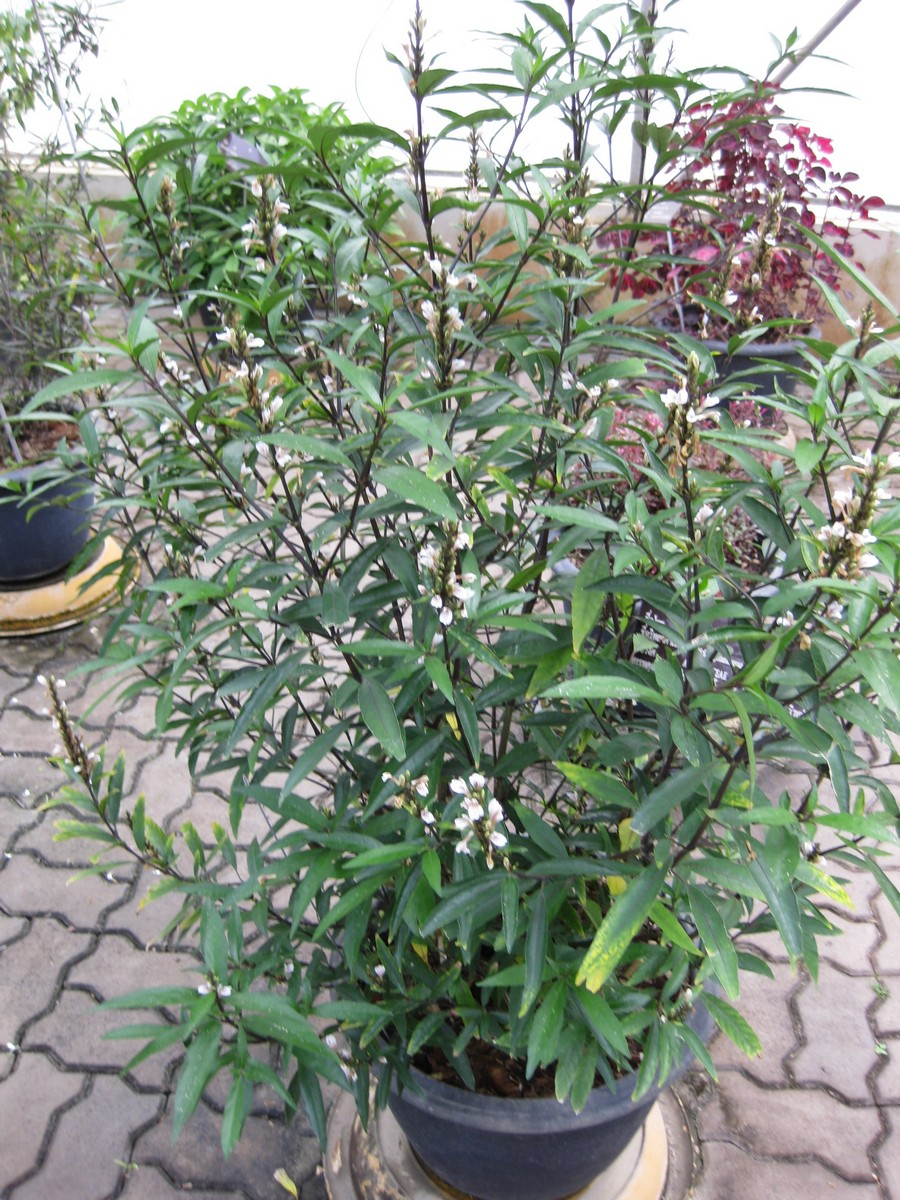
Arbrisseau en pot.
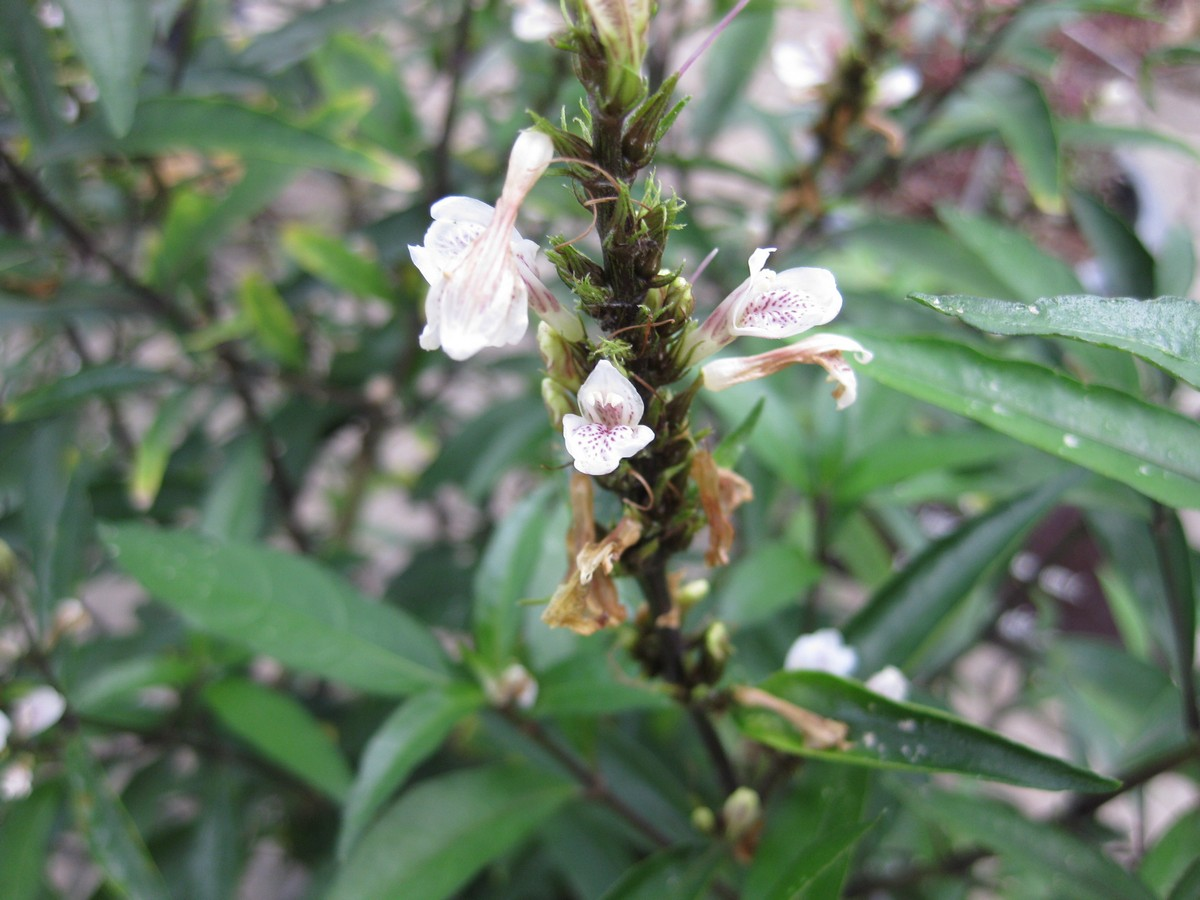
Fleurs.
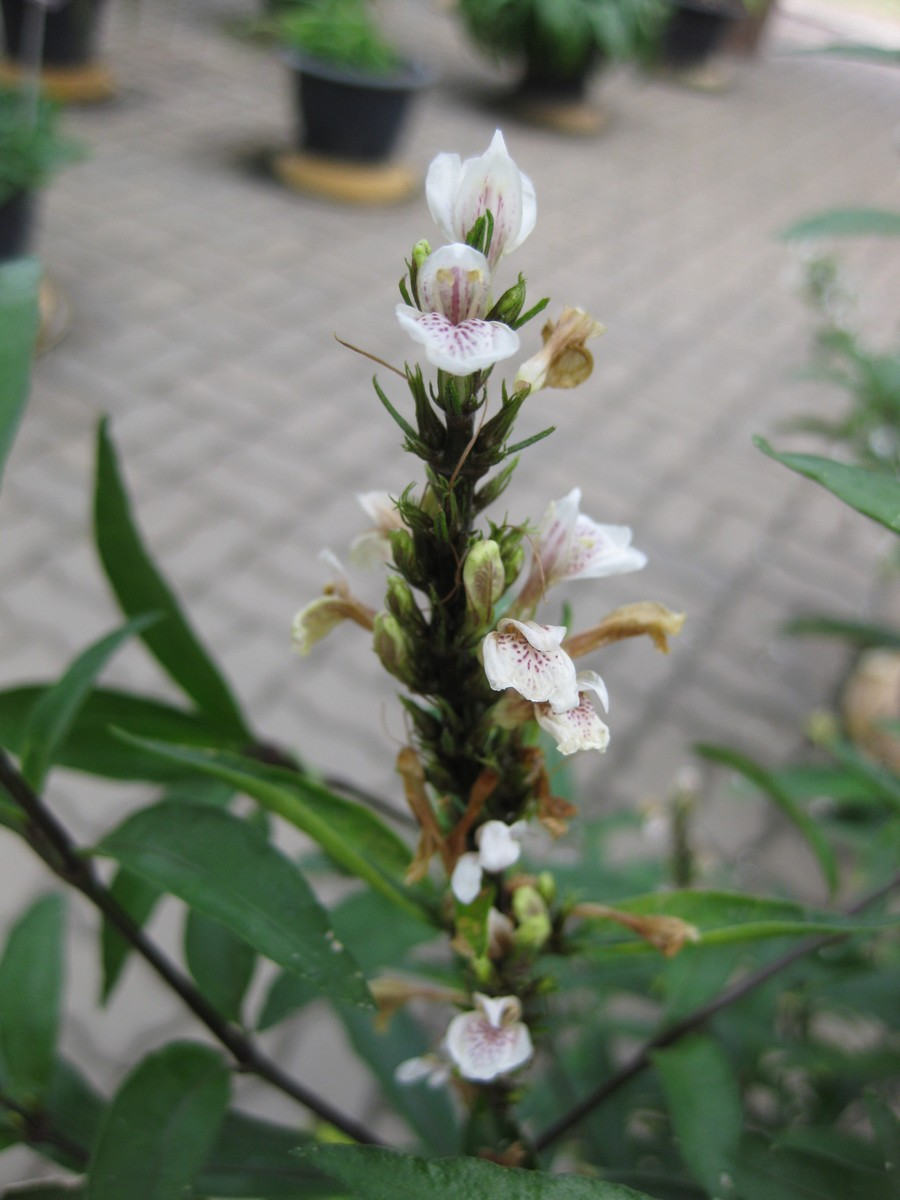
Fleurs.